# The Ruby Suns
The Ruby Suns sind eine Indie-Pop-Band aus Auckland, Neuseeland.

## Bandgeschichte
Die Band entstand 2004, nachdem Ryan McPhun, ein gebürtiger Kalifornier, nach Auckland umgezogen war, vor Ort bei Bands wie The Brunettes und The Tokey Tones zahlreiche Musikbeiträge geliefert hatte und nun eine eigene Band gründen wollte. Zunächst nannte sich die Formation Ryan McPhun & the Ruby Suns und umfasste als weitere Bandmitglieder Amee Robinson und Imogen Taylor. 2005 wurde die Band von dem kleinen Label Lil’ Chief Records unter Vertrag genommen und brachte im selben Jahr ihr selbst betiteltes Debütalbum heraus. 2006 verkürzte die Gruppe ihren Namen auf The Ruby Suns. Im Frühjahr 2007 unternahm die Band ihre erste Europa-Tournee, um ihr Debüt zu promoten. Den europäischen Vertrieb hatte das Label Memphis Industries übernommen. In der zweiten Jahreshälfte folgte eine ausgedehnte Australien-Tour als Vorgruppe der Shins. 2007 war man auch in den USA auf die Band aufmerksam geworden, so dass das namhafte Independent-Label Sub Pop die Gruppe unter Vertrag nahm. Im selben Jahr veröffentlichte die Band eine Reihe von Singles und EPs. 2008 folgte mit Sea Lion das zweite Studioalbum der Band. 2010 veröffentlichte die Band Fight Softly als drittes Studioalbum.

## Diskografie

### Alben
- 2005: The Ruby Suns (Lil’ Chief Records)
- 2008: Sea Lion (Lil’ Chief Records)
- 2010: Fight Softly (Lil’ Chief Records)
- 2013: Christopher (Sub Pop)
- 2017: Sprite Fountain (SellOut! Music)

### EPs
- 2007: XFM Sessions
- 2007: Lichen Ears (Lil’ Chief Records)

### Singles
- 2007: There Are Birds
- 2007: Sister Brother
- 2007: Kenya Dig It? (Memphis Industries)
- 2008: Tane Mahuta (Memphis Industries)
- 2009: Don't Trust the Dusty Fruit (Split mit Extraperlo, Doble Vida)
- 2010: Cinco (Memphis Industries)
- 2010: Cranberry (Memphis Industries)
- 2012: Kingfisher Call Me (Memphis Industries)
- 2013: In Real Life (Sub Pop)
- 2017: Tilt of His Hat (SellOut! Music)